# Maël de Calan
Pour les articles homonymes, voir Calan (homonymie).
 (juin 2024).
Maël de La Lande de Calan, né le 30 avril 1980 à Marseille, est un homme politique français.
Président du conseil départemental du Finistère depuis 2021, il est conseiller départemental (DVD) du canton de Saint-Pol-de-Léon depuis 2015 et conseiller municipal de Roscoff depuis 2014.

## Biographie

### Famille et formation
Maël de Calan est le fils de Dominique de Calan, homme d’affaires qui fut le « numéro deux » de l’UIMM. Il est le petit-fils d'Olivier de La Lande de Calan, qui fut maire de Sibiril.
Maël de Calan est diplômé de l'Institut d'études politiques de Paris (2003) puis à l'École des hautes études commerciales de Paris (HEC) dont il sort diplômé.
Maël de Calan est marié depuis 2016 et père de deux filles.

### Premiers engagements
Son engagement politique commence à Sciences Po, où il est élu président de la section Union pour un mouvement populaire (UMP), avant d'être nommé responsable des Jeunes UMP de Paris. Il participe à la campagne présidentielle de Nicolas Sarkozy en 2012 comme rapporteur du groupe économie du projet présidentiel.
Avec d'autres trentenaires actifs au sein de l'UMP, il fonde en septembre 2012 « La Boîte à idées », groupe de réflexion appartenant à l'aile modérée du parti, qui compte au sein de son comité politique des personnalités telles qu'Alain Juppé, Bruno Le Maire, Benoist Apparu, Xavier Bertrand ou Édouard Philippe. La Boîte à idées compte parmi les inspirateurs et théoriciens de la Primaire de la droite et du centre.
La Boîte à idées est l'une des six motions présentées au congrès du 18 novembre 2012 de l'UMP et recueille 9,2% des suffrages (14 000 voix), soit moins que les 10% nécessaires pour être officiellement reconnue comme l'un des courants du parti. Toutefois, Maël de Calan est nommé au bureau politique de l'UMP comme Secrétaire national au projet. La Boîte à idées va alors évoluer vers le statut de think tank dénonçant la dérive droitière d'une partie de l'UMP,.
Il apporte son soutien à Bruno Le Maire qui se présente à la présidence de l'UMP à la fin de l'année 2015, face à Nicolas Sarkozy.

### De porte-parole d'Alain Juppé à candidat à la présidence des Républicains
Dans le cadre de la Primaire de la droite et du centre, Maël de Calan, proche d'Alain Juppé, devient son conseiller économique et son porte-parole. Il sera souvent présenté comme étant la « carte jeune » d'Alain Juppé et coordonne la rédaction du programme du candidat.
En mai 2016, en pleine campagne des primaires, il publie La vérité sur le programme du Front national (préfacé par Alain Juppé). Ce « manuel de combat contre le FN, pour l'empêcher de gagner les 5 ou 10 points qui le séparent du pouvoir » lui vaudra d'être considéré comme la « gâchette anti-FN de Juppé » et lui vaudra de débattre face à plusieurs représentants du Front national, et notamment face à Florian Philippot
À la suite de la victoire de François Fillon le 27 novembre 2016, il annonce son soutien au vainqueur de la Primaire. Au second tour de l'élection présidentielle, face à Marine Le Pen, il appelle à voter pour Emmanuel Macron.
Le 12 janvier 2017, il est investi par Les Républicains pour être le candidat de la droite et du centre dans la quatrième circonscription du Finistère. Il échoue de peu au second tour en étant battu de 1 561 voix par Sandrine Le Feur (LREM) avec un score de 47,86 %.
Maël de Calan est candidat au congrès des Républicains du 10 décembre 2017 pour assurer la présidence du parti gaulliste, et récolte 9,25 % des voix contre 74,64 % à Laurent Wauquiez, qui est élu dès le premier tour, et 16,11 % à Florence Portelli. Il annonce le soir même son souhait de rester membre du parti.
Dans la foulée de ce congrès, Valérie Pécresse, dont il est proche, le nomme premier vice-président de son nouveau mouvement politique, Soyons libres, créé le 10 septembre 2017.

### Engagement dans le Finistère

#### Militantisme et premières élections
En 2012, il vient travailler en Bretagne à Roscoff comme directeur du développement d'une start-up locale. Parallèlement, il dirige la campagne législative d'Agnès Le Brun, maire de Morlaix.
Sur le plan local, il est candidat aux élections municipales à Roscoff en 2014 sur la liste (DVD) menée par Joseph Séité, maire sortant, ce qui lui vaut d'être élu conseiller municipal, puis réélu conseiller municipal, d'opposition cette fois, sur la liste menée par Daniel Hyrien en 2020.
Maël de Calan est ensuite élu en 2015 conseiller départemental du canton de Saint-Pol-de-Léon en binôme avec Aline Chevaucher, maire de Plouénan. Il est alors élu président de l'Alliance pour le Finistère, groupe réunissant les 24 conseillers départementaux d'opposition issus de la droite et du centre.
Dans le cadre de la défense de son territoire, il est à l'initiative dès février 2017 (avec sa collègue et binôme départementale Aline Chevaucher, ainsi qu'avec le maire de Saint-Pol-de-Léon Nicolas Floch) d'une pétition pour sauver le centre de réadaptation de Perharidy, à Roscoff. Les nombreux signataires se réunissent en mars pour une grande marche, ils sont alors près de 5 000.
Il est également président de la fédération Les Républicains du Finistère de janvier 2016 à octobre 2018, date à laquelle il ne se représente pas pour laisser Philippe Paul lui succéder.
Consultant chez McKinsey
En 2018 – de manière assez iconoclaste par rapport aux standards de recrutement et de progression dans ce cabinet et dans le secteur, Maël de Calan est recruté par McKinsey et intervient directement dans la gestion de la crise sanitaire en 2020 et 2021.

#### Président du conseil départemental
Président de l'Alliance pour le Finistère et donc leader de l'opposition départementale, Maël de Calan mène la campagne d'union des binômes de la droite et du centre dans la perspective des élections départementales de 2021. L'Alliance pour le Finistère remporte alors 14 des 27 cantons du Département et devient donc majoritaire, faisant ainsi basculer le Finistère à droite pour la première fois depuis 1998.
Maël de Calan est élu président du Conseil départemental du Finistère le jeudi 1er juillet 2021 lors de la première séance plénière de la nouvelle mandature,.
Il lance un plan RSA visant à réduire le nombre d'allocataires et les dépenses liées à ce dispositif social. Entre juillet 2021, l'année de son élection, et fin 2024, le nombre d'allocataires du RSA au Finistère est passé de 18 000 à 14 700 pendant que le budget consacré à cette politique a baissé de 117 millions à 109 millions d'euros.

## Loisirs
Passionné de voile, Maël de Calan navigue pendant huit mois comme matelot sur Pen Duick VI.

## Publications
- La tentation populiste, éditions de l'Observatoire, 29 août 2018, 144 p. (ASIN B07GBVMZ5Z)
- La vérité sur le programme du Front National, éditions Plon, 4 mai 2016, 100 p.  (ISBN 978-2-25924-953-9)
- Participation à : Éric Woerth et la boîte à idées, Une crise devenue française, éditions de l'Archipel, 10 juin 2015, 240 p.  (ISBN 2-80981-696-4)

## Décorations
Le 11 juillet 2025, il est nommé au grade de chevalier dans l'ordre national de la Légion d'honneur au titre de « président d'un conseil départemental, investi dans le champ du handicap ; 24 ans de services ».